# Agnelo Portela
Agnelo Portela (Santa Maria de Viseu, 14 de dezembro de 1869 - Lisboa, 22 de fevereiro de 1935) foi um militar e político português, Ministro da Marinha no 3.º governo da ditadura militar de Óscar Carmona, subdiretor do Serviço de Aviação da Armada e Diretor da Aeronáutica Naval em dezembro de 1917. Foi, também, ministro interino das Colónias e Diretor da Marinha Mercante.